# Bibi Blocksberg
Биби Блоксберг је немачка аудио драмска серија за децу коју је 1980. године креирала Елфи Донели. Главни лик је девојчица по имену Биби Блоксберг, која је вештица . Од марта 2022. имале су 142 епизоде. Назив серије је некада био Eene meene Hexerei . Овај наслов је коришћен за првих седам епизода, након чега је серија преименована у Биби Блоксберг . Прве епизоде су касније објављене под новим насловом и са новом омотом. Старе епизоде су веома тражене међу колекционарима. Дужина епизода је првобитно варирала између 35 и 40 минута, а данас између 40 и 45 минута. Изузетак је епизода #78 у трајању од 52 минута. Бибина популарност током ове ере довела је до тога да је постала званична маскота Кидинкса .
У серији, Биби, која воли да се шали, доживљава бројне авантуре са својим пријатељима. Магија често игра главну улогу и често доводи до невоља, а Бибина мајка, која је такође вештица, мора да исправи ствари. Бибин антагонист је често градоначелник Нојштата, који је представљен као лењ и неспособан. Ово доводи до сукоба са услужном Биби.

## Ликови

### Биби Блоксберг
Биби је 13-годишња вештица која има плаву косу везану за коњски реп са црвеном машном и носи зелену хаљину (зелена је њена омиљена боја) и беле чарапе. Биби воли да користи своје магичне моћи за практичне шале. Не само градоначелник, већ и директор школе, наставници и многи други људи из Нојштата постају жртве њених шала. Њен омиљени начин превоза је њена метла Питица од Јабука коју може да натера да полети певајући риме чаролија, као што је Еци пеци благо мени питице од јабука крени . Често новинарка Карла Колумна извештава о својим шалама и авантурама. Осим склоности да се шали, Биби има велико срце. Она спасава мештане у многим епизодама, покушава да помогне пријатељима и противи се неправди у свету.

### Бибина породица
Бернард и Барбара су Бибини родитељи.
Барбара је такође вештица и сваке године лети на Валпургијску ноћ на својој метли Балдриан. У првим епизодама, њено ексцентрично кување је извор сметњи за њену породицу. Барбара инсистира на томе да храну за вештице кува са састојцима као што су пауци и жабе, иако то не воли ниједан члан њене породице. Једном је признала да ни сама не воли ту храну, али то ради да би одржала старе традиције. Када је Барбара уморна од своје породице, она лети да посети своју пријатељицу Аманду. Она има вештичију лабораторију. Она се осећа одговорном за одржавање „нормалног“ живота у свом домаћинству и стога је поставила многа правила у кући Блоксберг (на пример, забрана улетања кроз прозор, нема летења у школу на метли, коришћење магије само у хитним случајевима), али ова правила се често крше. Биби увек узима Барбарину књигу чини, чак иако јој Барбара говори да не ради то.
Бернард нема магичне моћи, јер су оне искључиво за жене. Желео би да има нормалну породицу, коју помиње у скоро свакој епизоди. Често забрањује Барбари и Биби да користе магију, али га оне никада не слушају. Међутим, он је поносан на своје вештице. Има обичај да сваког јутра чита градске новине. Иако се Бернард и Барбара често свађају, које понекад ескалирају до претњи разводом, воле се и у неким каснијим епизодама одлазе на романтична крстарења, на пример у Венецију .
У првих седам епизода аудио-драмске серије појављује се и Бибин млађи брат Борис. Често је веома љубоморан на Бибијеве магичне моћи, што доводи до многих расправа између њих.

### Бибини пријатељи
Моника
Моника је Бибина најбоља пријатељица. Први пут се појавила у епизоди #10 аудио серије Бибина Нова Пријатељица, када је дошла на Бибин час. Првобитно је била непопуларна. Често је била нељубазна према својим пријатељима из разреда. Због своје старомодне одеће и чињенице да је живела у малом селу, звали су је Сељанчица. Тек када је Биби сазнала да Мони има проблема са својим веома строгим родитељима, одлучила је да јој помогне и од тада су добри пријатељи.

### Марита
Марита је Бибина најбоља пријатељица у каснијим епизодама. Биби ју је упознала у епизоди #19 аудио серије. Марита је много самоуверенија од друге Бибине пријатељице, Мони. Иако се понекад свађају, Биби и Марита остају блиске пријатељице. Марита се често појављује у каснијим епизодама и има много узбудљивих авантура са Биби.

### Џонатан
Џонатан је један од Бибиних најбољих пријатеља и компјутерски је штребер. У каснијим епизодама, такође је постао обожаватељ Шерлока Холмса . Помогао је Биби да подигне диносауруса и био је присутан током многих других авантура, које би често укључивале да тражи ствари на свом компјутеру.

### Градоначелник
Градоначелник се зове Бруно Прешак, али га скоро увек називају „Градоначелником“. Често даје многа добра обећања, али је његов мотив увек само новац. Он Биби назива "Биби Блоксберги". То је због чињенице да га је у епизоди #3 Чаробна лимунада Биби натерала да попије магичну лимунаду која га је приморала да дода "и" свакој речи коју је изговорио. Од тада је задржао ту навику кад год би срео Биби. Доминантан је и груб. Он воли храну и приказан је као гојазан. Понекад се представља као мегаломан . У епизоди #64 аудио драмске серије и епизоди #12 анимиране серије Нова Школа, на пример, он наређује да се уместо школе изгради нова градска већница у облику замка, а у епизоди #63 Гатара, он посећује гатару, која му каже да ће бити краљ Нојштата. Има добро срце скривено дубоко у себи.

### Карла Карамба
Карла Карамба је репортерка, која увек тражи велику причу. Она је добар пријатељ са породицом Блоксберг и често им помаже. Често на свом послу вози мотор . Њени значајни атрибути су њен висок, рески глас и гласан смех, њена навика да прича веома брзо и њена фраза Сензационално!. Она понекад назива градоначелника својим „најдражим (или омиљеним) непријатељем“. Она ужива да га представља као похлепног.

## Улоге
| Лик                     | Гласовни глумац                     |
| ----------------------- | ----------------------------------- |
| Биби Блоксберг          | ?                                   |
| Приповедач              | Не појављује се у анимираној серији |
| бернард Блоксберг       | ?                                   |
| Бербара Блоксберг       | ?                                   |
| Борис Блоксберг         | Не појављује се у анимираној серији |
| Карла Карамба           | ?                                   |
| Градоначелник           | ?                                   |
| Мони                    | ?                                   |
| Марита                  | ?                                   |
| Јохнни                  | ?                                   |
| Госпођица Милер Минимак | ?                                   |

## Епизоде

### Анимирана серија
- Сезона 1 (1995-2005)
  - 1. Временска Жаба
  - 2. Принцеза Биби
  - 3. Бебиситерка Биби
  - 4. Црна Мачка
  - 5. Супер Чаролија
  - 6. Биби у Џунгли
  - 7. Биби и Јаје Диносаурса
  - 8. Биби и Вампири
  - 9. Где је Питица од Јабука?
  - 10. Летећа Трка
  - 11. Математичка Зараза
  - 12. Нова Школа
  - 13. Биби Блоксберг у Ориенту
  - 14. Биби и Три Деда Мраза
  - 15. Бибина Прва Симпатија
  - 16. Хајдемо без Магије
- Сезона 2 (2006)
  - 17. Бели Какадуи
  - 18. Принц Супер Пудла
  - 19. Зачарана Спаваоница
  - 20. Авантура са Диносаурсима
  - 21. Магична Забрана
  - 22. Компјутерска Вештица
  - 23.. Вештичин Рођендан
  - 24. Уклети Дворац
  - 25. Биби Чара у Циркусу
  - 26. Мамин Рођендан
- Сезона 3 (2009)
  - 27. Потреба
  - 28. Путовање Дивљим кауном
  - 29. Потопљено Благо
  - 30. Бака Грета Изазива Узбуђење
  - 31. Вештица са Границама
  - 32. Замењена Вештичина Лопта
  - 33. Вештичин Хороскоп
  - 34. Седма Књига Чини
  - 35. Турбо Метла
  - 36. Кинеска Трава
  - 37. Разредни Излет
  - 38. Чаробна Прашина
  - 39. Гоблин из Сандучета
- Season 4 (2012)
  - 40. Вештичарство у Уклетој Кучи
  - 41. Зачаране Лутке
  - 42. Чаробни Кофер
  - 43. Путовање Опчињене Звезде
  - 44. Поломљена Метла
  - 45. Манијина Магична Мешавина
  - 46. Путовање у Прошлост
  - 47. Чаробно Клатно
  - 48. Тата као кловн
  - 49. Чудна Вештица
  - 50. Хотел Вештица
  - 51. Велика Трка на Метлама
  - 52. Крстарење са Бака Гретом
- Season 5 (2019)
  - 53. Школски Дан Пун Сензације
  - 54. Нова Комшиница
  - 55.Мало Вештичарење
  - 56. Четврти Божић са Породицом Блоксберг
  - 57. Изненађење за Манију
  - 58. Златни чаробни Камен
  - 59. Дијамантска Дијадема
  - 60. Излет са Препрекама